# Joseph Balsamo (mini-série)
Pour les articles homonymes, voir Balsamo et Joseph Balsamo (homonymie).
Joseph Balsamo est une mini-série en sept épisodes de 52 minutes, adaptée par Pierre Nivollet d'après le roman éponyme d'Alexandre Dumas, réalisée par André Hunebelle, et diffusée en France du 8 janvier au 19 février 1973 sur la première chaîne de l'ORTF, puis rediffusée en 2002 sur France 3.
Au Québec, elle est diffusée à partir du 1er février 1974 à la Télévision de Radio-Canada.

## Synopsis
Adaptée d'un roman d'Alexandre Dumas, cette mini-série met en scène Joseph Balsamo, un sorcier d'origine italienne. Dans cette fiction, qui se déroule sous le règne de Louis XV, ce personnage est chargé par les plus grandes sociétés occultes européennes de renverser la monarchie française.

## Résumé des sept épisodes
Au XVIIIe siècle, sous le règne de Louis XV, une opposition radicale s'organise pour renverser les régimes monarchiques et absolutistes. En mai 1770, gagnés aux idées nouvelles de ce Siècle des Lumières et réunis en assemblée générale extraordinaire et clandestine, les sept plus grands maîtres de la confrérie de l'ordre universel pensent que l'écroulement du trône de Saint-Louis entraînera la chute des autres monarchies occidentales, espérant ouvrir aux hommes les chemins de la Liberté. Pour réaliser cette haute mission, ils décident d’abord de commencer par faire la révolution en France. Pour cela, ils chargent le baron Joseph Balsamo, en mettant à sa disposition un trésor de guerre inestimable, de renverser l'ordre établi. Mais une trahison permet à l'armée royale d'attaquer le château où les conspirateurs étaient rassemblés. Astucieusement, Balsamo s'échappe à cheval, entraînant les soldats derrière lui. Il réussit à leur fausser compagnie et retourne dans sa province, pour retrouver Lorenza Feliciani, sa jeune compagne italienne et Althotas, son maître alchimiste pour qui il a un profond respect.
Personnage ambigu et aventurier, Balsamo possède des dons exceptionnels de magnétisme et de spiritisme qu’il met au service de cette grande cause. Il bénéficie de hautes relations et utilise comme informateurs un réseau de médiums qui lui révèleront les secrets d’État des ministres de Louis XV). Premier objectif : le meilleur moyen de saper le régime est de soutenir ceux qui le pourrissent, selon l’adage : « L’ennemi de mon ennemi est mon ami ». Donc pour provoquer la disgrâce du ministre Choiseul, il doit renforcer l’influence de la comtesse du Barry sur le roi. Second objectif, préparer une insurrection pour abattre la royauté au profit d’un nouveau régime plus juste, plus humain et plus libre (prémices d’une future république !).
C’est d’abord en utilisant sa propre compagne, qu’il séquestre et hypnotise à merci et dont les talents de « médium » lui sont indispensables, que Balsamo peut connaître aussi bien l'avenir que les secrets de ses victimes, et ainsi mettre en place les principaux atouts de son jeu. Malheureusement, durant leur voyage pour Paris, sa précieuse auxiliaire réussit à prendre la fuite, effrayée par le pouvoir étrange de son époux. Parti à sa recherche, Balsamo trouve asile au modeste château du baron de Taverney, pittoresque vieux noble ruiné. Balsamo séduit son hôte en lui faisant la démonstration, par l’intermédiaire de ses croyances en la métempsychose, qu’il peut lire dans le passé lointain des révélations qu’il n’a pas pu connaître de son vivant. Pour savoir où Lorenza s’est enfuie, Balsamo réussit à hypnotiser Andrée, la fille du baron. Ce nouveau « médium » lui révèle que la fugitive se dirige vers Paris pour se réfugier dans un couvent et lui annonce la visite surprise de la dauphine Marie-Antoinette en provenance d’Autriche. De fait, celle-ci arrive le lendemain pour une halte à Taverney qui se trouve sur la route de Paris et parce qu’elle a été courtoisement accueillie à la frontière par le jeune lieutenant Philippe de Taverney, fils du baron. À son tour, la dauphine, ayant fait la connaissance de Balsamo, est troublée par la prédiction de cet étrange et mystérieux enchanteur, lui annonçant qu’elle regrettera un jour d’avoir été Reine de France. Sur invitation de Marie-Antoinette, Andrée, en qualité de nouvelle demoiselle d’honneur, et son heureux baron de père, pour qui la fortune n’aime pas attendre, quittent peu après le château pour accompagner la dauphine, à Versailles. Ce départ désespère Gilbert, fils du métayer du château, éperdument amoureux d’Andrée de Taverney. Le jeune homme part à pied pour Versailles où il espère revoir celle qu’il aime. Attaqué sur la route par des malandrins, Gilbert est recueilli par « Chon », la belle-sœur de la comtesse du Barry, et hébergé au château de Luciennes, que le roi a offert à sa nouvelle favorite, dotée d’une beauté et d'un charme infini et dont les talents aux jeux de l'amour ont redonné une nouvelle jeunesse au roi vieillissant.
De retour à Paris, Balsamo s’est acquis la complicité du maréchal de Richelieu, grâce à un pacte diabolique : en lui procurant un élixir de jeunesse, il obtient des informations sur les secrets d’alcôve de la Cour. On intrigue beaucoup à Versailles. La comtesse du Barry est ambitieuse et ne se contente pas d’être que la maîtresse du roi. Elle désire être présentée, par une marraine de haut rang, comme la favorite du roi à la Cour. Mais elle subit une véritable cabale de la part de la duchesse de Grammont, la sœur du ministre Choiseul, pour l’en empêcher. Choiseul a le soutien du Dauphin, le futur Louis XVI et sa sœur celle des dames de la cour. La présentation de la favorite doit se faire avant l’arrivée prochaine de la Dauphine, très respectueuse des principes de moralité. Ne pouvant donc trouver de marraine à Versailles, Balsamo ira la chercher en province. Par la ruse, il recrute Madame de Béarn qui, ruinée, oubliée dans son vieux manoir et sans scrupules, a besoin de soutien pour garder ses biens et ses terres par tous les moyens. Balsamo ayant réussi à déjouer tous les pièges du clan des prudes, la cérémonie de présentation le 22 avril 1769 de la Du Barry a bien lieu et c’est un triomphe. Sachant qu’elle doit cette victoire à Balsamo, elle lui promet son aide inconditionnelle.
De son côté, Gilbert qui s’est enfui de Louveciennes, se refusant à un faux témoignage accusant Philippe de Taverney de traîtrise, fait par hasard la rencontre de Jean-Jacques Rousseau, son maître à penser, qui lui propose de l’héberger et par la fenêtre de la mansarde, il aperçoit par hasard Andrée sa bien-aimée qui loge dans la maison voisine. Pendant ce temps, Lorenza, réfugiée au carmel de Saint-Denis, est reprise puis enfermée par son diable de sorcier, soulagé d’avoir retrouvé son indispensable femme-médium. Cependant, si Balsamo n’hésite pas à utiliser les pouvoirs de son vieux maître, Althotas, pour fabriquer de l’or servant à financer de hautes personnalités, par contre il s’indigne contre les expériences que poursuit son alchimiste nécessitant les dernières gouttes de sang d’un jeune enfant ou d'une jeune femme vierge pour fabriquer un élixir de longue vie destiné à assurer aux hommes l’immortalité et ainsi les rendre égaux. Balsamo refuse catégoriquement cette demande.
Le 16 mai 1770, à Paris, le jour du mariage du Dauphin avec Marie-Antoinette d’Autriche, l’explosion d’une réserve de fusées destinées à un feu d’artifice provoque une épouvantable panique dans le peuple assemblé pour assister aux festivités. Des centaines de personnes périssent piétinées et étouffées. Dans la foule se trouve Andrée de Taverney. La jeune fille est secourue, au moment où elle allait succomber, par Gilbert, qui la suivait secrètement. Mais, blessé à son tour, le jeune homme ne tarde pas à perdre connaissance. Le lendemain de l’explosion accidentelle, Jean-Jacques Rousseau est venu rechercher son disciple Gilbert, parmi les blessés, tandis que Balsamo, qui l’accompagne, reconnait Andrée, la fille de son hôte du château de Taverney, celle qu’il avait un soir hypnotisée. Il l’emporte sans connaissance et use de son pouvoir de magnétiseur pour la tirer de l’état cataleptique où la frayeur l’a fait tomber. À son réveil, Andrée est persuadée que c’est Balsamo qui l’a sauvée. Gilbert part en convalescence, comme aide jardinier au Trianon de Versailles.
Poursuivant sa lutte contre la monarchie, Balsamo découvre, par le don de seconde vue de Lorenza, qu’il tient dans un long et épuisant sommeil magnétique, l’existence d’une lettre compromettante de Madame de Grammont adressée à son frère le ministre Choiseul. Par l’intermédiaire de la comtesse du Barry, toute dévouée à ce sorcier de Balsamo, Louis XV prend connaissance de la missive de conspiration, ce qui provoque le renvoi immédiat de son 1er ministre, l’un des rares hommes capables de sauver le régime. Choiseul exilé, la comtesse du Barry, dont l’influence est à son apogée auprès du roi, s’efforce de faire confier le portefeuille du premier ministre au maréchal de Richelieu. Mais le roi refuse et Richelieu, se croyant trahi par la favorite, et adroitement conseillé en privée par Balsamo, décide de se venger en mettant tout en œuvre pour qu’Andrée de Taverney devienne la maîtresse du roi. N’hésitant pas, pour arriver à ses fins, à faire absorber une drogue à la jeune fille, il organise un rendez-vous clandestin avec le roi. Ce dernier, venu la rejoindre dans sa chambre, à Trianon, la trouve sans connaissance et repart, la croyant morte. Gilbert, dissimulé dans l’alcôve, a été témoin de la visite du souverain. Atterré, il est saisi à la fois de doute et de désespoir. Cet amoureux-fou prend la jeune fille dans ses bras, l’enlace et, ne pouvant résister à passion, abuse d’elle. Elle est évanouie, donc non consentante, c’est un viol.
Balsamo est aux abois. Lorenza, pour se venger de ses mauvais traitements, vient de fuir à nouveau, emportant chez le lieutenant général de Police, Antoine de Sartine, une cassette contenant tous les rapports sur les activités politiques des confréries. Pour ne pas finir sa vie à la Bastille, Balsamo doit récupérer coûte que coûte la cassette compromettante. Cette fois, c’est lui qui a besoin de l’aide de la Du Barry. En présence de Balsamo et de la Du Barry, très offensifs, Sartine est neutralisé car lui-même est compromis dans le scandale de la spéculation financière du blé royale. Balsamo récupère sa casette, tandis que Lorenza regrettant son geste lui demande de l’épouser. Balsamo, craignant une vengeance de Sartine, détruit les papiers et veut transférer en province le laboratoire de sorcellerie d’Althotas. Ce dernier révolté le maudit. À défaut d’obtenir le sang d’un enfant pour son élixir, ce sera celui de Lorenza que ce vieux misérable fou tue. Sartine passe à l’offensive en diffusant partout des informations douteuses sur Balsamo qui doit s’expliquer devant le comité de vigilance de l’ordre. De graves accusations le soupçonnent de haute trahison pour collusion avec l’ennemi. Un délai lui est accordé pour se justifier.
La Dauphine n’a pas renoncé à lutter contre la Du Barry et pour cela désire reprendre Andrée à son service. Apprenant, quelques semaines plus tard, par une révélation d’un docteur à Philippe de Taverney, le frère d’Andrée, que celle-ci est enceinte, Gilbert va se confier à Balsamo qui, ému par sa loyauté et se sachant aussi responsable d’avoir endormie Andrée trop longtemps sans la protéger, lui promet toute son assistance pour l’aider à obtenir du baron de Taverney la main de sa fille. Mais Gilbert, désirant d’abord obtenir le pardon d’Andrée, se voit rejeté par celle-ci qui n’a que du mépris pour lui, le traitant de criminel. Philippe de Taverney est prêt à sauver l’honneur de sa sœur aux dépens de son père qui lui est prêt à vendre sa fille au roi. De son côté, comprenant son erreur, le maréchal de Richelieu décide de faire la paix avec la comtesse du Barry. Pour obtenir son pardon, il lui livre un secret : Andrée de Taverney est enceinte des œuvres du roi.
Balsamo revient devant ses juges et prouve que la situation politique est désastreuse pour le régime royal. Louis XV dit le « Bien-Aimé » est haï par le peuple. Le moment est venu de déclencher l’insurrection au plus vite. « L’heure est à l’audace et la révolution au bout de nos fusils !» Mais Sartine ne renonce toujours pas. Il fait arrêter Balsamo et le fait passer devant un tribunal d’exception pour sorcellerie avec comme témoin à charge : le baron de Taverney. Balsamo, sûr de lui et très convaincant, prouve la crédulité de Taverney en le ridiculisant et en absence de preuve tangible, le tribunal l’acquitte, tandis que Taverney rejoint les cachots de la Bastille.
Andrée met au monde un enfant, très convoité. La comtesse du Barry, soucieuse de son statut, tente de le faire enlever pour l’éloigner à jamais de la Cour. Mais Gilbert, toujours aux aguets, réussit à le reprendre et à le confier à de braves paysans, en versant pour son éducation à un notaire voisin la somme de 30 000 livres, grâce à la générosité de Balsamo. Tandis que sa sœur renonçant à son enfant, se retire dans un couvent, Philippe de Taverney, fou de rage contre le crime de Gilbert, le retrouve pour se venger. Gilbert est sauvé à temps par Balsamo, porteur d’un passeport pour l’Amérique, sur ordre de la Dauphine, pour le lieutenant de Taverney.
Dans tout le pays, l'impopularité de Louis XV est à son comble. La révolte gronde. Les armes sont distribuées. Les plans sont prévus pour prendre Paris et détruire la Bastille, dès demain 10 mai 1774. Mais Balsamo, privé de médium, ne pouvait plus prévoir ce qui se passerait le lendemain, la nouvelle tombe : « Le roi est mort, vive le roi ! ». Tout est remis en cause, la révolution est reportée. Balsamo pense qu’elle devra attendre le moment venu où Louis XVI décevra son peuple qui reprendra la lutte pour conquérir : La Liberté !

## Fiche technique
- Titre original : Joseph Balsamo
- Titre allemand : Cagliostro
- Réalisation : André Hunebelle
- Assistants réalisateur : Paul Planchon et Emmanuel Fonlladosa
- Adaptation et dialogues : Pierre Nivollet, d'après les romans d'Alexandre Dumas : Joseph Balsamo et Le Collier de la reine
- Décors : Max Douy
- Prise de vue : Claude Robin
- Musique : Hubert Rostaing et Hans Posegga
- Combats et cascades réglés par Claude Carliez
- Coproduction :
  - ORTF
  - ZDF
  - Technisonor (Paris)
  - Télévision suisse romande
  - RTBF (Belgique)
  - Tele-Munchen (Allemagne)
  - Société Radio-Canada
- Producteur : Maurice Gilli
- Pays de production :  France •  Autriche •  Allemagne de l'Ouest
- Année de production : 1972
- Langue originale : français
- Format : couleur
- Genre : historique, de cape et d'épée
- Nombre d'épisodes : 7
- Durée : 52 minutes
- Dates de première diffusion : France : 8 janvier 1973

## Distribution
- Jean Marais : Joseph Balsamo
- Udo Kier : Gilbert
- Guy Tréjan : Louis XV
- Henri Guisol : baron de Taverney
- Doris Kunstmann (VF : Michèle Bardollet) : Andrée de Taverney
- Louise Marleau : Jeanne Du Barry
- Olimpia Carlisi : Lorenza Feliciani
- Francis Claude : maréchal de Richelieu
- Bernard Alane : Philippe de Taverney
- Henri-Jacques Huet : Jean Du Barry
- Olivier Hussenot : Jean-Jacques Rousseau
- Gabriel Cattand : cardinal Louis-René de Rohan
- Patricia Lesieur : Marie-Antoinette
- Pascal Tersou : Fritz
- Marie-France Beaulieu : Chon Du Barry
- Léonce Corne : Althotas
- François Maistre : Sartine
- Annette Pavy : Nicole
- Marcelle Ranson-Hervé : Mme de Béarn
- Alain Nobis : Choiseul
- Nicole Maurey : Mme de Grammont
- Monique Lejeune : mère supérieure (fille de Louis XV)
- Jacques Bernard : dauphin puis Louis XVI
- Gérard Berner : Jean-Paul Marat
- Georges Douking : La Brie
- Paul Cambo : président des « Invisibles »
- Paul Gay : Dr Louis
- Jean-Marie Robain : Lavater
- Michel Duplaix : Swedenborg
- Jean Michaud : Fernbach
- Jacky Blanchot : Gunther
- Robert Favart : Saluce
- Florence Blot : Thérèse Levasseur
- Robert Le Béal : MacDogan
- Victor Garrivier : Fairfax
- Guy Delorme : Sanchez
- Michel Hervé : comte Pouchniev
- Jacqueline Doyen : Mme de Guéménée
- Véra De Reynaud : Mme de Mirepoix
- Bernard Musson: Lebel
- Claude Amazan : Zamore
- Martine Ferrière : Angélique
- Françoise Arnaud : Madeleine Pitou
- Robert Bazil : Pitou
- André Widmer : Beausire
- Antoine Marin : maître Niquet
- Pierre Risch : M. de Jussieu
- Gérard Marti : Rafté
- André Batisse : Nivolles
- Max Montavon : Arnold
- Jacques Hilling : magistrat
- Bernard Lajarrige : maître de poste
- François Marié : blessé
- Marcelle Arnold : La Gourdan
- Jean Franval : Beaujard
- Jacques Provins : domestique de Sartine
- Pierre Collet : maréchal-ferrant
- Anne-Marie Lefol : servante de Saluce
- Claude Carliez : officier
- Marcel Champel : bûcheron
- Raoul Curet : docteur
- Guy Marly : un « Invisible »
- Henri Coutet : cocher de Taverney
- Antoine Fontaine : sergent
- Pierre Duncan : geôlier
- Gérard Denizot : charretier
- Maritin : bourgeois
- Hélène Boucault : bourgeoise
- Antoine Baud : officier
- Martin Trévières : déménageur
- Anna Maria Miranda : voix du Dr Kunstmann

## Lieux du tournage
- Oise : Senlis
- Essonne : Château du Saussay à Ballancourt .
- Seine-et-Marne : Château de Champs-sur-Marne, Château de Fontainebleau, Château de Vaux-le-Vicomte, Château de Nantouillet, Château d'Aunoy.
- Val-d'Oise : Abbaye de Royaumont .

## Commentaires
Le véritable Joseph Balsamo inspira de nombreux écrivains. On le retrouve ainsi dans Le Grand Cophte de Goethe, Les Illuminés de Gérard de Nerval, Le Comte Cagliostro de Thomas Carlyle ou encore Le Visionnaire de Schiller.
Avec ce feuilleton en sept épisodes, Jean Marais retrouve pour la huitième et dernière fois son fidèle ami réalisateur André Hunebelle pour un tournage qui dura six mois avec la présence de 300 comédiens au cœur des plus beaux châteaux de France.
C'était la deuxième fois que Jean Marais interprétait un personnage d'un roman d'Alexandre Dumas. En 1954, il avait joué le rôle-titre du film de Robert Vernay : Le Comte de Monte-Cristo.